# Isaac Hayes
|  | Per a altres significats, vegeu «Isaac Israel Hayes». |

Isaac Lee Hayes, Jr. (Covington, Tennessee, 20 d'agost de 1942 — Memphis, Tennessee, 10 d'agost de 2008) va ser un compositor, cantant, actor i productor estatunidenc.
La seva veu clara i potent li va fer de catalitzador de l'explosió Stax en els anys 1960; autor d'himnes com «Soul Man», inventor del soul simfònic amb Hot Buttered Soul (1969) i primer afroamericà a rebre un Oscar a la millor banda sonora per la pel·lícula Shaft (1971), que inaugurava el subgènere de la blaxplotation.
Seguidor de l'escola del so Memphis, allà pels anys 1970, i un dels primers a endinsar-se al món del Rap.
Isaac Hayes va participar en el famós festival de Wattstax en 1972, gran concert de música dels artistes afroamericans més destacats en aquella època, concert realitzat en el Coliseu de Los Angeles, a l'agost de 1972. Aquest festival va tenir una gran importància dins de la història de la música soul, ja que van estar presents altres destacats per a aquella època com Rufus Thomas, entre d'altres. El festival va ser considerat com el Woodstock dels afroamericans. Isaac Hayes va interpretar amb la seva banda el tema de la pel·lícula Shaft i l'ovació va ser gran. El «orgull de ser negre»; allò va significar molt perquè Isaac Hayes una llegenda viva amb aquest tema tan celebrat. Eren temps de tensió, de segregació racial als Estats Units, per tot el que havia passat: l'assassinat de Martin Luther King, el moviment pels drets civils de la població afroamericana que es feia sentir i lluitava per la seva reivindicació.
L'any 2001 va col·laborar en el disc Songs in A Minor de Alicia Keys amb la cançó «Rock With U». El 2002 va ser inclòs com a artista al Rock & Roll Hall of Fame.

## Discografia
- 1967: Presenting Isaac Hayes
- 1969: Hot buttered soul
- 1970: The Isaac Hayes movement
- 1970: ...To be continued
- 1971: Black Moses
- 1971: Shaft BSO
- 1972: Wattstax — The living world
- 1973: Joy
- 1973: Live at the Sahara Tahoe
- 1975: Chocolate chip
- 1986: The best of Isaac Hayes - Volume 1
- 1986: The best of Isaac Hayes - Volume 2
- 1988: Love attack
- 1993: Double feature - three tough guys & Truck Turner
- 1994: Wonderful
- 1995: Branded
- 1995: Raw and refined
- 1996: The best of Isaac Hayes - The polydor years
- 1998: The best of Isaac Hayes
- 2000: Ultimate collection

## Filmografia
- 1973: Wattstax
- 1973: Save The Children
- 1974: Truck Turner
- 1974: Three Tough Guys
- 1975: It Seemed Like A Good Idea At The Time
- 1981: Escape from New York
- 1987: Dead Aim
- 1987: Counterforce
- 1988: I'm Gonna Git You Sucka
- 1991: Fire, Ice and Dynamite
- 1992: Final Judgement
- 1993: Posse
- 1993: Juego mortal
- 1993: Celdas bloque 4
- 1993: Acting on Impulse
- 1993: Les boges, boges aventures de Robin Hood
- 1994: Oblivion
- 1994: It Could Happen to You
- 1995: Johnny Mnemonic
- 1996: Oblivion 2: Backlash
- 1996: Once Upon A Time...When We Were Colored
- 1996: Flipper
- 1996: Illtown
- 1997: Uncle Sam
- 1997: Woo
- 1998: Blues Brothers 2000
- 1999: Ninth Street
- 1999: Six Ways To Sunday
- 1999: South Park: Bigger, Longer & Uncut
- 2000: Reindeer Games
- 2000: Shaft: The Return
- 2001: Dr. Dolittle 2
- 2002: Only the Strong Survive
- 2002: A Man Called Rage
- 2005: Hustle & flow
- 2007: Gossip Girl
- 2008: Soul Men
- 2010-2011: The Event

## Premis

### Oscar
| Año  | Categoria                      | Pel·lícula | Resultat  |
| ---- | ------------------------------ | ---------- | --------- |
| 1971 | Oscar a la millor cançó        | Shaft      | Guanyador |
| 1971 | Oscar a la millor banda sonora | Shaft      | Candidat  |

### Globus d'Or
| Año  | Categoria                              | Pel·lícula | Resultat  |
| ---- | -------------------------------------- | ---------- | --------- |
| 1971 | Globus d'Or a la millor banda sonora   | Shaft      | Guanyador |
| 1971 | Globus d'Or a la millor cançó original | Shaft      | Candidat  |